# نیکولا آپر
نیکولا آپِر (به فرانسوی: Nicolas Appert) (زادهٔ ۱۷ نوامبر ۱۷۴۹ – درگذشتهٔ ۱ ژوئن ۱۸۴۱) مخترع فرانسوی نگهداری از خوراک با هوابندی کردن بود. او که به پدر کنسروسازی مشهور است، شیرینی‌ساز بود.

#### اختراع روش بسته‌بندی با کنسرو
بعد از انقلاب فرانسه، در حالی که این کشور درگیر جنگ با کشورهای همسایه بود، ناپلئون بناپارت، در سال ۱۸۰۰ میلادی، جایزه ۱۲ هزار فرانک (واحد پول) را برای کسی در نظر گرفت که بتواند راهی برای تامین غذای سربازان این کشور در لشکرکشی‌های طولانی‌مدت پیدا کند. وی به دنبال روشی جدید در بسته بندی بود که بدون فاسد شدن مواد غذایی در طولانی مدت نگهداری کرد. یک قناد فرانسوی، به نام نیکولا آپر توانست این روش را ابداع کند. برای اولین بار بسته بندی کنسرو توسط نیکولا آپِر ابداع شد.